# مارتن رايم
مارتن رايم (Martin Reim) (14 مايو 1971 - ) لاعب ومدرب كرة قدم إستوني سابق. لعب في منتخب إستونيا لكرة القدم كلاعب وسط، يُعتبر اللاعب الأكثر مشاركة مع المنتخب عبر تاريخه برصيد 157 مباراة. كما سبق له تدريب المنتخب الإستوني.

## وصلات خارجية
- مارتن رايم على موقع الاتحاد الدولي (مؤرشف)  (الإنجليزية)
- مارتن رايم على موقع الاتحاد الأوربي (الإنجليزية)
- مارتن رايم على موقع اتحاد إستونيا (الإنجليزية)
- مارتن رايم على موقع قاعدة بيانات كرة القدم.إي يو (الإنجليزية)
- مارتن رايم على موقع ناشيونال فوتبول تيمز (الإنجليزية)